# ケイトリン・テイラー・ラブ
ケイトリン・テイラー・ラブ（Caitlyn Taylor Love、1994年6月16日 - ）はアメリカ合衆国の歌手、女優。現在、ディズニーXDの『爆音家族』(I'm in the Band)に出演。ハスキーボイスが特徴的。

## 来歴
1994年6月16日にコーパスクリスティにて誕生。テキサス州ハーリンジェンで育つ。
10歳の頃、ミス・テキサスに出場することにより、エンターテイメントに対する関心に興味をもった。2004年に優勝。2005年7月にニューヨークのIMTAに出場し、Miss Jr. Actressを受賞した。
その後カルフォルニア州ロサンジェルスに引越し、MTVのパンクトのキャストメンバーを短期間やっていた。そしてNBCのアメリカズ・ゴット・タレントのファーストシーズンに出場し、セミファイナリストになったことで、より有名となった。
2009年に、ケイトリンはディズニーXDホームコメディ『爆音家族』(I'm in the Band) のキャストメンバーになった。

## 主な出演作品

### ドラマ
- 爆音家族 - I'm in the Band (2009-) - イザベラ・フェンテス 役

### 音楽
- Bad Case Of Love Disease  (2011)

## 参照
1. ↑  “I'm in the Band: Bios: Caitlyn Taylor Love”. Disney XD Medianet. 2011年4月9日閲覧。
2. ↑  “Caitlyn Taylor Love: Biography”.   MySpace. 2010年11月12日閲覧。